# 元正
元正（？—760年），唐朝官员，出自河南元氏，北魏京兆王拓跋子推的后裔，元万顷的孙子。
元正注重名节，擢明经高第，授为监门卫兵曹参军。他舅舅孙逖与他谈论事物常理，叹自己比不上他。唐肃宗初年，吏部尚书崔寓主持考选，元正以书判第一召至京师，以父亲元询倩年老，推脱有病而免官。河南节度使崔光远上表引用他到幕府。史思明攻下河、洛，元正用辇车把父亲藏在山中，叛军悬赏寻找元正，元正对弟弟说：“叛的俸禄不能养至亲，他们想要用我的名望，难以免祸了，但是不玷污身家而死，我虽死犹生。”叛军找到他，以高位相诱，他怒目坚拒，兄弟都遇害，父亲听说，仰药而死，路人都为他而哭。叛乱平定后，朝廷下诏追录殉节的十一姓人家，而元正为首。赠元正秘书少监，以其子元义方为华州参军。另一子元季方官至殿中侍御史。